# Rinaldo di Dammartin
Rinaldo (Reginaldo) di Dammartín in francese Renaud de Dammartin, in inglese Renaud I, Count of Dammartin, in tedesco Rainald I. von Dammartin, in olandese Reinoud van Dammartin, in spagnolo Renaud de Dammartín in portoghese Reinaldo de Dammartin (1165 circa – Goulet, 21 aprile 1227), conte di Aumale dal 1204 al 1206 e di Mortain dal 1209 al 1211 fu anche conte di Boulogne avendo sposato, nel 1190, la contessa di Boulogne, Ida di Lorena o Ida delle Fiandre, e conte di Dammartin dal 1200, alla sua morte; dal 1214 al 1227 fu solo titolare delle contee, in quanto era stato imprigionato.

## Origine
Secondo il Anonymi Continuatio appendicis Roberti de Monte ad Sigebertum, Rinaldo (filius eius Reginaldus Comes Boloniæ) era figlio di Alberico II di Dammartin (Albericus Dammartini Comes), nato nella prima metà del XII secolo e morto nel 1200, conte di Dammartin e signore di La Ferté-Alais e di Matilde di Clermont, come viene confermato dal documento n° CLX della Histoire de l'église de Meaux, che secondo il documento n° CCLXII del Cartulaire de l'abbaye de Notre-Dame d'Ourscamp, era la sorella di Rodolfo, conte di Clermont, quindi figlia del conte Rinaldo II e della sua seconda moglie, Clemenza.
Secondo il documento XXI della Gallia Christiana, Tome X, Instrumenta ecclesiæ Silvanectensis, Alberico II di Dammartin era figlio di Alberico I di Dammartin e della moglie di cui non si conosce né il nome né gli ascendenti.

## Biografia
I genitori di Rinaldo sono citati dallo storico Gustave Estournet, nel suo La Ferté-Alais, ses origines, ses noms, ses premiers seigneurs, del 1944, quando Alberico II di Dammartin viene ricordato come proprietario dell'omonimo castello, dove pare che in un documento venga citato anche Rinaldo.
Rinaldo si sposò con Maria di Châtillon e secondo la Historia Comitum Ghisnensium aveva lasciato la prima moglie per sposare in seconde nozze, nell'aprile del 1190, la contessa di Boulogne Ida di Lorena, che, secondo la Flandria Generosa (Continuatio Bruxellensis), era la figlia primogenita del conte di Boulogne, Matteo di Lorena e della sua prima moglie, la Contessa di Boulogne, Maria, che, sia secondo la Flandria Generosa (Continuatio Claromariscensis), che secondo il cronista e monaco benedettino inglese, Matteo di Parigi, Maria era figlia del re d'Inghilterra, Stefano di Blois (Mariam filiam Stephani regis Anglie) (filia regis Stephani), quindi era figlia del conte di Mortain, duca di Normandia e re d'Inghilterra, Stefano di Blois e della contessa di Boulogne, Matilde I, che, secondo la Genealogica comitum Buloniensium era l'unica figlia del conte di Boulogne, Eustachio III e della moglie, Maria di Scozia, che secondo il monaco e cronista inglese, Orderico Vitale, era sorella del re di Scozia, Edgardo di Scozia e figlia del re di Scozia, Malcolm III e della sua seconda moglie, Margherita del Wessex (Ungheria, 1045 – 16 novembre 1093), che secondo il The Chronicles of Florence of Worcester with two continuations era figlia del principe Edoardo (figlio del re d'Inghilterra, Edmondo II, che, secondo Orderico Vitale, discendeva da Alfredo il Grande e quindi dal primo re d'Inghilterra, Egberto del Wessex) e di Agata, che, sempre secondo il The Chronicles of Florence of Worcester with two continuations era nipote dell'imperatore del Sacro Romano Impero, Enrico II (daughter of the brother of Emperor Henry), mentre secondo la Chronica Albrici Monachi Trium Fontium era la sorella della regina d'Ungheria (Agatham regine Hunorem sororem), mentre per Orderico Vitale era figlia del re d'Ungheria; Margherita era la sorella di Edgardo Atheling, ultimo discendente del Casato dei Wessex e pretendente alla corona d'Inghilterra.
Ida di Lorena, contessa di Boulogne dal 1173, era al suo quarto matrimonio: 
- in data imprecisata Ida aveva contratto un primo matrimonio con un certo Matteo, del quale non si conoscono gli ascendenti e dal quale però divorziò molto presto, prima del 1181; questo matrimonio viene confermato in un documento riportato nello Spicilegium (1669) Tome IX, p. 469 (non consultato)[19].
- nel 1181, Ida aveva contratto un secondo matrimonio con l'erede del Ducato di Gheldria, Gerardo, figlio del Duca di Gheldria, Enrico I, di cui rimase vedova in quello stesso anno, come viene riportato dagli Annales Egmundani[20], questo matrimonio ci viene confermato sia dalla Flandria Generosa (Continuatio Bruxellensis)[9] che dal Gisleberti Chronicon Hanoniense[21].
- nel 1183, Ida aveva contratto il terzo matrimonio col conte di Zähringen, Bertoldo IV, come viene riportato dallo storico, Georges Poull, nel suo libro La Maison ducale de Lorraine  (1991) (non consultato)[19], questo matrimonio viene confermato sia dalla Flandria Generosa (Continuatio Bruxellensis)[9] sia dal Gisleberti Chronicon Hanoniense[21]; anche questo matrimonio fu di breve durata: durò solo tre anni e, l'8 settembre 1186, Ida rimase ancora vedova[19].
- In seguito Ida si era fidanzata con Arnoul de Guines, Signore d'Ardres, figlio di Baldovino conte di Guînes[19], ma, ancora secondo Georges Poull, all'inizio del 1190, Rinaldo di Dammartin, l'aveva rapita e rinchiusa nel castello di Riste in Lorena, dove aveva attirato il suo fidanzato, Arnoul, e aveva organizzato il suo arresto con l'aiuto di Albert de Hièrges vescovo di Verdun[22]. In quello stesso anno fu celebrato il matrimonio tra Rinaldo e Ida[3].

Nel 1192, Rinaldo di Dammartin, divenne conte di Boulogne, per diritto di matrimonio, e, nel 1195, si alleò col re di Francia, Filippo Augusto.
Nel 1200, Rinaldo succedette al padre nella contea di Dammartin.
Rinaldo fu al fianco di Filippo Augusto contro il re d'Inghilterra, Giovanni Senza Terra e tra il 1203 ed il 1204 contribuì alla conquista della Normandia.
Il re di Francia, Filippo Augusto, nel 1204, confiscò la Contea di Aumale a Hawise d'Aumale ed al marito Baldovino di Béthune e la concesse a Rinaldo di Dammartin e, dal 1206, anche il fratello, Simone di Dammartin, col consenso di Filippo Augusto divenne conte di Aumale. Inoltre Rinaldo ricevette da Filippo Augusto la contea di Mortain, in Normandia.
Tra il 1210 ed il 1211, Rinaldo era divenuto sostenitore di Giovanni Senza Terra, per cui Filippo Augusto occupò il Mortain e invase le contee di Aumale e Boulogne.
Nel 1213, Rinaldo era schierato definitivamente con Giovanni Senza Terra e fu presente con la flotta inglese che, a Damme, distrusse la flotta francese pronta all'invasione dell'Inghilterra.
Nel 1214, Rinaldo fu al fianco dell'imperatore, Ottone IV, che, alleatosi con Giovanni Senza Terra, guidava una coalizione contro l'esercito francese e che, il 27 luglio 1214, fu severamente sconfitto dalle truppe del re di Francia alla battaglia di Bouvines, dove Rinaldo, che si era invano opposto a quell'attacco sconsiderato, fu preso prigioniero dai francesi, che lo arrestarono e lo imprigionarono nel castello di Goulet, dove sarebbe morto dopo circa tredici anni.
 Il re di Francia, Filippo Augusto prese il controllo diretto della contea di Boulogne e nel 1216, secondo un contratto stipulato a Compiègne, nel 1201 e rinnovato nel maggio 1210 a Saint-Germain-en-Laye fece sposare l'unica figlia di Rinaldo, Matilde, l'erede della contea di Boulogne con suo figlio, Filippo Hurepel (1200-1234), avuto dalla terza moglie, Agnese di Merania.
Sua moglie, Ida morì il 21 aprile del 1216, molto probabilmente a Boulogne, dove fu inumata, come viene confermato dalla Willelmi Chronica Andrensis.
Nel 1227, Rinaldo morì nel carcere in cui era rinchiuso da circa 13 anni, si suicidò nel carcere di Goulet, come confermano le Europäische Stammtafeln, vol III, p. 649 (non consultate); la figlia, Matilde, unica erede, assieme al marito, Filippo Hurepel, nel 1223, era già stata investita del feudo di Boulogne e di Dammartin.
Rinaldo fu tumulato a Boulogne, dove raggiunse la moglie, Ida, deceduta l'anno prima.

## Matrimoni e discendenza
Rinaldo si era sposato in prime nozze con Maria di Châtillon, che secondo la Historia Comitum Ghisnensium era la sorella del signore di Châtillon-sur-Marne, Walter III, quindi secondo la Chronica Albrici Monachi Trium Fontium era figlia del signore di Châtillon-sur-Marne, Guido II e di Adele di Dreux, figlia di Roberto I di Dreux (?-dopo il 1241); Rinaldo ripudiò la moglie, da cui non aveva avuto figli e prima del 1190 divorziarono. Maria, dopo essere stata lasciata da Rinaldo, secondo le Chartes Vendômoises, aveva avuto altri due mariti:
- nel 1197, in seconde nozze, sposò Roberto di Vieuxpont, Signore di Courville[35] (?- all'incirca 1205), a cui diede un figlio, Ivo
- poi in terze nozze, sposò, prima del 1213, il conte di Vendôme, Giovanni III[36] (?- prima del 1217).

Rinaldo e la seconda moglie, Ida di Lorena, ebbero una sola figlia:
- Matilde[37] (ultimo decennio del XII secolo - 14 gennaio 1259), contessa di Boulogne[30] e di Dammartin.

### Fonti primarie
- (LA)  Recueil des historiens des Gaules et de la France. Tome 18.
- (LA)  Cartulaire de l'abbaye de Notre-Dame d'Ourscamp de l'ordre de Citeaux.
- (LA)  Gallia christiana in provincia ecclesiasticas distributa. T.10.
- (LA)  Chronique de Robert de Torigni, abbé du Mont-Saint-Michel, vol I.
- (LA)  Chartes Vendômoises.
- (LA)  Matthæi Parisiensis, monachi Sancti Albani, Chronica majora, vol II.
- (LA)  Florentii Wigorniensis Monachi Chronicon, Tomus II Continuatio.
- (EN)  The Chronicles of Florence of Worcester with two continuations.
- (LA)  Monumenta Germaniae Historica, Scriptores, tomus IX.
- (LA)  Monumenta Germaniae Historica, Scriptores, tomus XVI.
- (LA)  Monumenta Germaniae Historica, Scriptores, tomus XXI.
- (LA)  Monumenta Germaniae Historica, Scriptores, tomus XXIII.
- (LA)  Monumenta Germaniae Historica, Scriptores, tomus XXIV.
- (LA)  Ordericus Vitalis, Historia Ecclesiastica, vol. II.
- (LA)  Ordericus Vitalis, Historia Ecclesiastica, vol. unicum.
- (LA)  Ordericus Vitalis, Historia Ecclesiastica, vol. III.
- (FR)  L'art de vérifier les dates des faits historiques, des chartes, ....
- (FR)  La Ferté-Alais, ses origines, ses noms, ses premiers seigneurs
- (LA)  Histoire de l'église de Meaux.

### Letteratura storiografica
- Frederick Maurice Powicke, I regni di Filippo Augusto e Luigi VIII di Francia, cap. XIX, vol. V (Il trionfo del papato e lo sviluppo comunale) della Storia del mondo medievale, 1999, pp. 776–828
- Charles Petit-Dutaillis, Luigi IX il Santo, cap. XX, vol. V (Il trionfo del papato e lo sviluppo comunale) della Storia del mondo medievale, 1999, pp. 829–864
- Doris M. Stenton, Inghilterra, Enrico II, cap. III, vol. VI (Declino dell'impero e del papato e sviluppo degli stati nazionali) della Storia del Mondo Medievale, 1999, pp. 99–142.
- Frederick Maurice Powicke, Inghilterra: Riccardo I e Giovanni, in Storia del mondo medievale, cap. IV, vol. VI (Declino dell'impero e del papato e sviluppo degli stati nazionali) della Storia del Mondo Medievale, 1999, pp. 142–197.